# Division I 1965-1966
La Division I 1965-1966 è stata la 63ª edizione della massima serie del campionato belga di calcio disputata tra il settembre 1965 e il maggio 1966 e conclusa con la vittoria del R.S.C. Anderlecht, al suo dodicesimo titolo e terzo consecutivo.
Capocannoniere del torneo fu Paul Van Himst (Anderlecht), con 26 reti.

## Formula
Come nella stagione precedente le squadre partecipanti furono 16 e disputarono un turno di andata e ritorno per un totale di 30 partite.
Le ultime due classificate vennero retrocesse in Division 2.
Le società ammesse alle coppe europee furono cinque: la squadra campione si qualificò alla Coppa dei Campioni 1966-1967, la vincitrice della coppa nazionale alla Coppa delle Coppe 1966-1967 e altri tre club vennero iscritti alla Coppa delle Fiere 1966-1967.

## Classifica finale
|    | Classifica                  | G  | V  | N  | P  | GF | GS | Dif | Pt |
| -- | --------------------------- | -- | -- | -- | -- | -- | -- | --- | -- |
| 1  | Anderlecht                  | 30 | 21 | 5  | 4  | 88 | 18 | 70  | 47 |
| 2  | K. Sint-Truidense VV        | 30 | 18 | 4  | 8  | 43 | 29 | 14  | 40 |
| 3  | Standard Liegi              | 30 | 16 | 8  | 6  | 47 | 24 | 23  | 40 |
| 4  | R. Beerschot AC             | 30 | 15 | 9  | 6  | 45 | 29 | 16  | 39 |
| 5  | RFC Brugeois                | 30 | 12 | 11 | 7  | 56 | 39 | 17  | 35 |
| 6  | KFC Malinois                | 30 | 13 | 7  | 10 | 35 | 39 | -4  | 33 |
| 7  | ARA La Gantoise             | 30 | 11 | 8  | 11 | 47 | 62 | -15 | 30 |
| 8  | R. Tilleur FC               | 30 | 9  | 12 | 9  | 30 | 37 | -7  | 30 |
| 9  | RFC Liégeois                | 30 | 11 | 7  | 12 | 52 | 46 | 6   | 29 |
| 10 | Anversa                     | 30 | 11 | 7  | 12 | 43 | 44 | -1  | 29 |
| 11 | K. Lierse SK                | 30 | 8  | 10 | 12 | 30 | 40 | -10 | 26 |
| 12 | R. Racing White             | 30 | 8  | 8  | 14 | 36 | 47 | -11 | 24 |
| 13 | R. Daring Club de Bruxelles | 30 | 7  | 10 | 13 | 25 | 31 | -6  | 24 |
| 14 | Beeringen                   | 30 | 7  | 6  | 17 | 26 | 51 | -25 | 20 |
| 15 | R. Berchem Sport            | 30 | 4  | 10 | 16 | 24 | 52 | -28 | 18 |
| 16 | RCS Brugeois                | 30 | 5  | 6  | 19 | 19 | 61 | -42 | 16 |

### Verdetti
- RSC Anderlechtois campione del Belgio 1965-66.
- R. Berchem Sport e RCS Brugeois retrocesse in Division II.